# Summer Grand Prix di salto con gli sci 2025
Il Summer Grand Prix di salto con gli sci 2025 è stata la trentaduesima edizione della manifestazione organizzata dalla Federazione Internazionale Sci, la quattordicesima a prevedere un circuito di gare femminili.
La stagione è iniziata il 9 agosto 2025 a Courchevel, in Francia, e si è conclusa il 26 ottobre 2025 a Klingenthal, in Germania. 
È stata disputata anche una competizione a squadre mista su trampolino normale.

## Uomini

### Risultati
| Data         | Località    | Nazione  | Trampolino             | Spec. | Primo             | Secondo            | Terzo         |
| ------------ | ----------- | -------- | ---------------------- | ----- | ----------------- | ------------------ | ------------- |
| 9 agosto     | Courchevel  | Francia  | Tremplin du Praz HS132 | LH    | Marius Lindvik    | Philipp Raimund    | Alex Insam    |
| 10 agosto    | Courchevel  | Francia  | Tremplin du Praz HS132 | LH    | Niklas Bachlinger | Philipp Raimund    | Luca Roth     |
| 16 agosto    | Wisła       | Polonia  | Malinka HS134          | LH    | Maciej Kot        | Niklas Bachlinger  | Kamil Stoch   |
| 17 agosto    | Wisła       | Polonia  | Malinka HS134          | LH    | Niklas Bachlinger | Vladimir Zografski | Non assegnato |
| 17 agosto    | Wisła       | Polonia  | Malinka HS134          | LH    | Niklas Bachlinger | Danil Vassilyev    | Non assegnato |
| 13 settembre | Râșnov      | Romania  | Trambulina HS97        | NH    |                   |                    |               |
| 14 settembre | Râșnov      | Romania  | Trambulina HS97        | NH    |                   |                    |               |
| 18 settembre | Predazzo    | Italia   | Dal Ben HS109          | NH    |                   |                    |               |
| 19 settembre | Predazzo    | Italia   | Dal Ben HS143          | LH    |                   |                    |               |
| 20 settembre | Predazzo    | Italia   | Dal Ben HS143          | TL LH |                   |                    |               |
| 18 ottobre   | Hinzenbach  | Austria  | Aigner-Schanze HS90    | NH    |                   |                    |               |
| 19 ottobre   | Hinzenbach  | Austria  | Aigner-Schanze HS90    | NH    |                   |                    |               |
| 25 ottobre   | Klingenthal | Germania | Vogtland Arena HS175   | LH    |                   |                    |               |

Legenda:

LH = trampolino lungo

NH = trampolino normale

### Classifiche

#### Generale
| Pos. | Nome               | Nazione  | Punti |
| ---- | ------------------ | -------- | ----- |
| 1    | Niklas Bachlinger  | Austria  | 330   |
| 2    | Philipp Raimund    | Germania | 160   |
| 3    | Marius Lindvik     | Norvegia | 150   |
| 4    | Gregor Deschwanden | Svizzera | 139   |
| 5    | Kamil Stoch        | Polonia  | 134   |

#### Nazioni
| Pos. | Nazione  | Punti |
| ---- | -------- | ----- |
| 1    | Polonia  | 536   |
| 2    | Austria  | 462   |
| 3    | Germania | 324   |
| 4    | Giappone | 313   |
| 5    | Svizzera | 269   |

## Donne

### Risultati
| Data         | Località    | Nazione  | Trampolino             | Spec. | Primo          | Secondo         | Terzo           |
| ------------ | ----------- | -------- | ---------------------- | ----- | -------------- | --------------- | --------------- |
| 9 agosto     | Courchevel  | Francia  | Tremplin du Praz HS132 | LH    | Nika Prevc     | Selina Freitag  | Abigail Strate  |
| 10 agosto    | Courchevel  | Francia  | Tremplin du Praz HS132 | LH    | Abigail Strate | Selina Freitag  | Nozomi Maruyama |
| 16 agosto    | Wisła       | Polonia  | Malinka HS134          | LH    | Nika Prevc     | Nozomi Maruyama | Abigail Strate  |
| 17 agosto    | Wisła       | Polonia  | Malinka HS134          | LH    | Nika Prevc     | Nozomi Maruyama | Abigail Strate  |
| 13 settembre | Râșnov      | Romania  | Trambulina HS97        | NH    |                |                 |                 |
| 14 settembre | Râșnov      | Romania  | Trambulina HS97        | NH    |                |                 |                 |
| 18 settembre | Predazzo    | Italia   | Dal Ben HS109          | NH    |                |                 |                 |
| 19 settembre | Predazzo    | Italia   | Dal Ben HS143          | LH    |                |                 |                 |
| 25 ottobre   | Klingenthal | Germania | Vogtland Arena HS175   | LH    |                |                 |                 |

Legenda:

LH = trampolino lungo

NH = trampolino normale

### Classifiche

#### Generale
| Pos. | Nome            | Nazione  | Punti |
| ---- | --------------- | -------- | ----- |
| 1    | Nika Prevc      | Slovenia | 345   |
| 2    | Abigail Strate  | Canada   | 280   |
| 3    | Nozomi Maruyama | Giappone | 260   |
| 4    | Sara Takanashi  | Svizzera | 200   |
| 5    | Selina Freitag  | Germania | 160   |

#### Nazioni
| Pos. | Nazione  | Punti |
| ---- | -------- | ----- |
| 1    | Giappone | 915   |
| 2    | Germania | 514   |
| 3    | Slovenia | 512   |
| 4    | Canada   | 387   |
| 5    | Polonia  | 171   |

## Misto

### Risultati
| Data       | Località    | Nazione  | Trampolino           | Spec. | Primo | Secondo | Terzo |
| ---------- | ----------- | -------- | -------------------- | ----- | ----- | ------- | ----- |
| 26 ottobre | Klingenthal | Germania | Vogtland Arena HS175 | TL LH |       |         |       |

Legenda:

LH = trampolino grande

TL = gara a squadre